# 1983 v športu
1983 v športu.

## Avto - moto šport
- Formula 1: Nelson Piquet, Brazilija, Brabham-BMW je slavil s tremi zmagami in 59 točkami, konstruktorski naslov je šel v roke moštva Ferrari z osvojenimi 89 točkami
- 500 milj Indianapolisa: slavil je Tom Sneva, ZDA, z bolidom March/Cosworth, za moštvo Bignotti-Cotter[1]

## Kolesarstvo
- Tour de France 1983: Laurent Fignon, Francija
- Giro d'Italia: Giuseppe Saronni, Italija

## Košarka
- Pokal evropskih prvakov: Pallacanestro Cantù
- NBA: Philadelphia 76ers slavijo s 4 proti 0 v zmagah nad Los Angeles Lakers, MVP finala je Moses Malone[2]
- EP 1983: 1. Italija, 2. Španija, 3. Sovjetska zveza[3]

## Nogomet
- Pokal državnih prvakov: Hamburger SV premaga Juventus z 1-0[4]

## Smučanje
- Alpsko smučanje:  
  - Svetovni pokal v alpskem smučanju, 1983
    - Moški: Phil Mahre, ZDA[5]
    - Ženske: Tamara McKinney, ZDA[6]
- Nordijsko smučanje: 
  - Svetovni pokal v smučarskih skokih 1983: 
    - Moški: 1. Matti Nykänen, Finska, 2. Horst Bulau, Kanada, 3. Armin Kogler, Avstrija[7]
    - Pokal narodov: 1. Norveška, 2. Finska, 3. Avstrija

## Tenis
- Turnirji Grand Slam za moške: 
  - 1. Odprto prvenstvo Avstralije: Mats Wilander, Švedska[8]
  - 2. Odprto prvenstvo Francije: Yannick Noah, Francija
  - 3. Odprto prvenstvo Anglije – Wimbledon: John McEnroe, ZDA[9]
  - 4. Odprto prvenstvo ZDA: Jimmy Connors, ZDA
- Turnirji Grand Slam za ženske:
  - 1. Odprto prvenstvo Avstralije: Martina Navratilova, ZDA[10]
  - 2. Odprto prvenstvo Francije: Chris Evert, ZDA
  - 3. Odprto prvenstvo Anglije – Wimbledon: Martina Navratilova, ZDA[11]
  - 4. Odprto prvenstvo ZDA: Martina Navratilova, ZDA
- Davisov pokal: Avstralija slavi s 3-2 nad Švedsko[12]

## Hokej na ledu
- NHL – Stanleyjev pokal: New York Islanders slavijo s 4 proti 0 v zmagah nad Edmonton Oilers
- SP 1983: 1. Sovjetska zveza, 2. Češkoslovaška, 3. Kanada[13]

## Rojstva
- 2. januar: David Špiler, slovenski rokometaš
- 4. januar: Mitja Robar, slovenski hokejist
- 21. januar: Kelly VanderBeek, kanadska alpska smučarka
- 29. januar: David Miklavčič, slovenski rokometaš
- 6. februar: Branko Ilić, slovenski nogometaš
- 11. februar: Miladin Kozlina, slovenski rokometaš
- 3. april: Matej Žagar, slovenski spidvejist
- 4. april: Robert Kristan, slovenski hokejist
- 26. april: Miha Bremec, slovenski hokejist
- 2. maj: Tina Maze, slovenska alpska smučarka
- 6. maj: Daniel »Dani« Alves , brazilski nogometaš
- 14. maj: Uroš Slokar, slovenski košarkar
- 25. maj: Daniel Albrecht, švicarski alpski smučar
- 28. maj: Jernej Damjan, slovenski smučarski skakalec
- 22. junij: Christine Sponring, avstrijska alpska smučarka
- 7. julij: Krzysztof Lijewski, poljski rokometaš
- 14. julij: Primož Prošt, slovenski rokometaš
- 6. avgust: Robin van Persie, nizozemski nogometaš
- 12. avgust: Klaas-Jan Huntelaar, nizozemski nogometaš
- 8. september: Peter Kauzer, slovenski kajakaš na divjih vodah
- 10. september: David Rodman, slovenski hokejist
- 6. november: Nicole Hosp, avstrijska alpska smučarka
- 9. november: Aleš Remar, slovenski hokejist
- 11. november: Philipp Lahm, nemški nogometaš
- 15. november: Johnny Heitinga, nizozemski nogometaš
- 21. november: Daniela Iraschko-Stolz, avstrijska smučarska skakalka
- 23. november: Marjan Manfreda, slovenski hokejist
- 15. december: Zlatan Ljubijankić, slovenski nogometaš
- 18. december: Jani Brajkovič, slovenski kolesar
- 19. december: Maria Holaus, avstrijska alpska smučarka

## Smrti
- 20. januar: Garrincha, brazilski nogometaš (* 1933)
- 23. april: Marguerite Broquedis, francoska tenisačica (* 1893)
- 24. april: Rolf Stommelen, nemški dirkač Formule 1 (* 1943)
- ? avgust: Mario Tadini, italijanski dirkač (* 1905)
- 8. september: Antonin Magne, francoski kolesar (* 1904)
- 12. september: Sabin Carr, ameriški atlet (* 1904)
- 6. november: Reto Delnon, švicarski hokejist (* 1924)
- 8. november: Betty Nuthall, angleška tenisačica (* 1911)
- 10. november: Franco Trincavelli, italijanski veslač (* 1935)
- 16. december: Aleksej Gurišev, ruski hokejist (* 1925)
- 28. december: Eugène Chaboud, francoski dirkač Formule 1 (* 1907)
- ? 1983: Boris Afanasijev, hokejist in hokejski trener (* 1913)
- ? 1983: Marjorie Cox Crawford, avstralska tenisačica (* 1903)